# مزیت مقیاس

زمانی که میزان تولید از Q به Q2 افزایش پیدا می‌کند، هزینه متوسط تولید از C به C1 کاهش پیدا می‌کند.

صرفه به مقیاس یا مزیت مقیاس (به انگلیسی: Economies of scale) مفهومی در اقتصاد خرد است که به کسب مزیت کاهش هزینه در اثر افزایش حجم تولید اشاره دارد. صرفه‌های مقیاس نقش تعیین‌کننده ای در تعیین ساختار و سازمان بازار دارد. صرفه به مقیاس به معنای آن است که با افزایش حجم تولید، هزینه متوسط تولید هر واحد کالا کاهش می‌یابد. دلایل متعددی برای این مسئله وجود دارد که شامل مواردی همچون: کسب تخفیف در خرید به دلیل حجم بالای خرید، افزایش تجربه و یادگیری کارکنان، کسب منابع مالی بیشتر، سرشکن شدن هزینه‌های بازاریابی در بازارهای وسیع‌تر و بهبود فناوری تولید است.
عوامل مختلف فنی، آماری، سازمانی یا وضعیت بازار در این مفهوم و مقیاس مؤثر هستند.
آنچه باعث رشد بسیاری از صنایع می‌شود، دستیابی به صرفهٔ اقتصادی در مقیاس بزرگتر است. در عین حال، وقتی یک یا چند شرکت در صنعتی دارای صرفه به مقیاس هستند اگر شرکت دیگری بخواهد با آنان وارد رقابت شود، یا باید تولید را در مقیاس انبوه آغاز کند یا متحمّل هزینهٔ زیاد تولید در مقیاس کم شود.
صرفه به مقیاس برای موقعیتهای مختلف سازمانی و تجاری و در سطوح مختلف مانند تولید، کارخانه یا کل شرکت کاربرد دارد. صرفه به مقیاس به معنای کاهش هزینه‌های متوسط با افزایش تولید است. گاهی این صرفه به مقیاس مبنای فیزیکی یا مهندسی دارد، مانند محاسبهٔ هزینه سرمایه تأسیسات تولیدی و اصطکاک ناشی از حمل و نقل و تجهیزات صنعتی بنابر میزان کارکرد آن‌ها. به عبارتی این مفهوم کاربردهای گسترده‌ای در علوم مختلف دارد و هدف آن پیدا کردن نقطهٔ بهینه برای بازدهی سیستم است. مبنای آن نیز بسته به موضوع مورد بررسی متفاوت است مثل نسبت کیفیت به تعداد یا نسبت استهلاک به ساعت کاری و موارد مشابه.
یک مثال روزمره و ساده برای درک این مفهوم: زمانی که شما یک پاکت شیر کوچک خریداری می‌کنید نسبت به زمانی که یک بطری بزرگ شیر خریداری مکنید پول بیشتری برای آن می‌پردازید. به عبارتی خرید شیر دو لیتری به صرفه تر است و فروشنده نوعی تخفیف در خرید کالای بیشتر درنظر گرفته است. حال اگر شما بیش از حد مورد نیازتان شیر بخرید به احتمال زیاد شیرها قبل از مصرف فاسد شده و شما ضرر می‌کنید در حالی که در مرحله خرید به نسیت سود کرده‌اید. این از دیدگاه خریدار است. فروشنده یا تولیدکننده نیز با چالش‌های مشابه مواجه است. حال این را برای مفاهیم صنعتی و اقتصادی تعمیم دهید.
صرفه به مقیاس اغلب محدودیت‌هایی دارد، هر عاملی که سبب عبور از نقطه بهینه (پایین‌ترین نقطه در نمودار بالا) شود که از آن به بعد نسبت هزینه‌ها بر یک واحد اضافی از کالا شروع به افزایش می‌کند. محدودیت‌های متداول: تولید با نرخ بیشتر از ظرفیت تأمین و منابع منطقه مثل زمانی که صنعتی مربوط به تزئینات چوبی بیش از ظرفیت منابع چوب و الوار منطقه دست به تولید بزند. محدودیت دیگر تولید بیش از حد و اشباع کردن بازار منطقه است که در آن صورت تولیدات باید به مناطق دیگری برای فروش فرستاده شوند. در این صورت هم هزینه‌های حمل و نقل بیشتر از قبل می‌شوند و هم هزینه‌های بازاریابی در مناطق دیگر. همچنین با افزایش بی‌برنامه تولید احتمال خطا و عیب در محصولات به واسطه کاهش بازدهی می‌تواند افزایش یابد.
قبل از نقطه بهنیه مزیت به مقیاس و بعد از نقطه بهینه زیان به مقیاس نام دارد و مفهوم آن در مقابل مزیت به مقیاس است. زمانی که قیمت به ازای افزایش خروجی، افزایش می‌یابد.

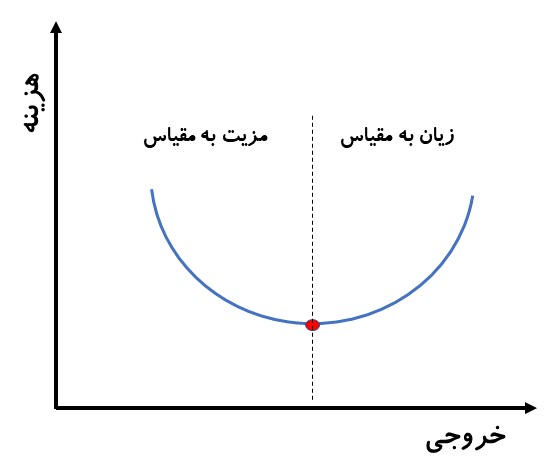
مقایسهٔ دو مفهوم صرفه به مقیاس و زیان به مقیاس در نمودار هزینه نسبت به خروجی

صرفه به مقیاس با مفهوم توسعه تجارت (Economies of scope) متفاوت است. چرا که در توسعه تجارت تمرکز بر روی ایجاد شاخه‌های جدید در فعالیت و تولید محصولات جدید و راه اندازی خطوط تولید جدید است اما در مفهوم صرفه به مقیاس تمرکز بر روی افزایش تولید یک کالا در یک خط تولید برای کاهش هزینه‌ها است.

## مقدمه
معنای ساده اقتصاد مقیاس، انجام کارها با کارایی بیشتر و افزایش اندازه است. عوامل مؤثر در صرفه به مقیاس، خرید (خرید عمده مواد از طریق قراردادهای بلند مدت)، مدیریت (افزایش تخصص مدیران و کارمندان)، مالی (اخذ وام‌های بانکی با بهره کم و دسترسی به ابزارهای مالی بیشتر)، بازاریابی (سرشکن کردن هزینهٔ تبلیغات در طیف وسیعی از تولید در بازارهای رسانه ای) و فناوری (بهره‌گیری از بازگشت به مقیاس در عملکرد تولید). هر یک از این عوامل با تغییر منحنی متوسط هزینه کل کوتاه مدت (SRATC) به سمت پایین و راست، متوسط هزینه‌های بلند مدت (LRAC) تولید را کاهش می‌دهد.
صرفه به مقیاس مفهومی است که ممکن است الگوهای تجارت بین‌الملل یا تعداد شرکت‌های موجود در یک بازار معین را توضیح دهد. درک این مفهوم به توضیح دلیل رشد شرکتها در برخی صنایع کمک می‌کند. دو نوع صرفه به مقیاس وجود دارد: داخلی و خارجی. صنعتی که دارای صرفه به مقیاس داخلی است، صنعتی است که با کاهش تعداد بنگاه‌های صنعت، هزینه‌های تولید کاهش می‌یابد، اما بقیه شرکت‌ها تولید خود را برای مطابقت با سطح قبلی افزایش می‌دهند. برعکس، هنگامی که هزینه‌ها به دلیل معرفی شرکت‌های بیشتر کاهش می‌یابد، آن صنعت از نوع صرفه به مقیاس خارجی است.

## هزینه‌های ثابت و هزینه‌های متغیر
وقتی از کاهش هزینه‌ها در اثر افزایش مقیاس صحبت می‌شود، منظور هزینه‌های ثابت در یک کسب و کار است.
هزینه‌های ثابت (Fixed Costs) بر خلاف هزینه‌های متغیر (Variable Costs) به سادگی با تغییر حجم فعالیت‌ها، تغییر نمی‌کنند.
مثلاً اجارهٔ یک ملک که از آن به عنوان کارگاه خیاطی پاستفاده شود، مستقل از تعداد محصولاتی است که روزانه در آن‌جا دوخته و تولید می‌شود و ثابت است.
هم‌چنین یک رستوران، مستقل از این‌که چند مشتری در روز داشته باشد، باید هزینهٔ ثابتی را به اجارهٔ ملک خود اختصاص دهد.
در مقابل، میزان انرژی مصرفی در یک کارخانه، و نیز مواد مصرفی در یک رستوران، تا حد زیادی وابسته به حجم تولید است.
هزینهٔ ثابت، هزینه‌ای است که با افزایش یک واحد بیشتر از محصول، تغییر نکند.
در مقابل، هزینه متغیر، حتی با افزایش یک واحد به حجم تولید، افزایش پیدا می‌کند.
با افزایش سهم هزینه‌های ثابت در کل هزینه‌ها، صرفه‌جویی ناشی از مقیاس افزایش می‌یابد.
زیرا با افزایش مقیاس، هزینه‌های ثابت، میان محصولات تولید شده سرشکن می‌شوند و هزینهٔ تمام شده، کاهش پیدا می‌کند.

## انواع صرفه به مقیاس
صرفه به مقیاس دو نوع است.
۱- داخلی: این نوع توسط مدیریت قابل کنترل هستند زیرا پارامترهای آن و ریشه آن‌ها در داخل شرکت هستند. نوع داخلی ناشی از حجم بیشتری از تولید است و معمولاً در شرکت‌ها و سازمان‌های بزرگ مشاهده می‌شوند.
به عنوان مثال، شرکت‌های بزرگ می‌توانند به صورت عمده خرید کنند و به واسطهٔ آن تخفیف‌های ویژه گرفته و در خرید خود سود کنند. با این کار هزینه هر واحد از مواد مورد نیاز آنها برای تولید محصولاتشان کاهش می‌یابد. آنها می‌توانند این مقدار پول پس‌انداز شده در خرید را به عنوان سود خود در نظر گیرند یا می‌توانند قیمت محصول خود را پایین آورند تا رضایت مشتری را جلب کرده و بر سر قیمت رقابت کنند.
صرفه به مقیاس داخلی خود نیز انواع مختلفی دارد.
- فنی: ناشی از بازدهی در فرایند تولید است. در هر بار که حجم تولید دو برابر شود، هزینه‌های تولید ۷۰ تا ۹۰ درصد کاهش می‌یابد. شرکت‌های بزرگتر می‌توانند از تجهیزات کارآمدتر و تکولوژی‌های جدید بهره ببرند تا بازدهی و حجم تولید خود را افزایش دهند. به عنوان مثال، شرکت‌های بزرگ حمل و نقل با استفاده از ابر تانکرها، هزینه‌ها را کاهش می‌دهند. یا شرکتی که سیستم کنترل کیفی خود را مکانیزه و خودکار کند از هزینه‌های مربوط به پرداخت دستمزد خود می‌کاهد.
- قدرت خرید: مانند زمانی که شرکت مقدار زیادی کالا را خریداری می‌کند که بتواند هزینه‌های هر واحد آن را کاهش دهد. به عنوان مثال، سوپرمارکت‌های جانبو یا افق کوروش در ایران به دلیل خرید عمده، معمولاً قیمت پایین‌تری از باقی فروشگاه‌ها و مغازه‌های محلی دارند.
- مدیریتی: زمانی است که شرکت‌های بزرگ توانایی تهیه متخصصان را داشته باشند. این متخصصان به‌طور موثرتری فعالیت‌های مختلف شرکت را مدیریت می‌کنند. به عنوان مثال، یک مدیر فروش فصلی مهارت و تجربه لازم برای دریافت سفارشات بزرگ را دارد. آنها حقوق بالایی می‌خواهند اما این اقدام به صرفه است چراکه بازدهی بالاتری دارند.
- مالی: به معنای دسترسی آسانتر و ارزانتر شرکت به سرمایه است. بودجه شرکت بزرگتر می‌تواند با عرضه اولیه از بورس سهام تأمین شود. رتبه‌بندی اعتبار شرکت‌های بزرگ بیشتر است. در نتیجه، آنها از نرخ بهره کمتری برای اوراق قرضه خود بهره‌مند می‌شوند. به عبارت دیگر، هنگام گرفتن وام از بانک‌ها و دسترسی به طیف وسیعی از ابزارهای مالی، هزینه کمتری نسبت به این خدمات (بهره کمتر) پرداخت می‌کنند.
- شبکه:در درجه اول در مشاغل آنلاین رخ می‌دهد. پشتیبانی از هر مشتری اضافی با زیرساخت‌های موجود تقریباً هزینه ای ندارد؛ بنابراین، هرگونه درآمد از مشتری جدید، سود کسب و کار تلفی می‌شود. یک مثال عالی eBay است.
- بازاریابی: به معنای سرشکن کردن هزینه تبلیغات در بازارهای رسانه برای طیف وسیعی از تولیدات است.

۲- خارجی: به عوامل بیرونی و خارج از شرکت بستگی دارد. مثل صنعت مورد نظر، جغرافیا، دولت و سیاست گذاری‌ها، قوانین و مواردی از این دست.

این عوامل برای تمتم اعضای آن صنعت خاص و در ان جغرافیای خاص یکسان است. به عنوان مثال، فرض کنید دولت می‌خواهد تولید فولاد را افزایش دهد. به منظور انجام این کار، دولت اعلام می‌کند که به کلیه تولیدکنندگان فولاد که بیش از ۱۰ هزار کارگر استخدام می‌کنند، ۲۰ درصد تخفیف مالیاتی داده می‌شود؛ بنابراین، شرکت‌ها و بنگاه‌هایی که کمتر از ۱۰ هزار کارگر استخدام می‌کنند، می‌توانند با به‌کارگیری کارگران بیشتر، متوسط هزینه تولید خود را کاهش دهند. این یک نمونه از صرفه به مقیاس خارجی است - مقیاسی که کل صنعت یا بخشی از اقتصاد را تحت تأثیر قرار می‌دهد. 

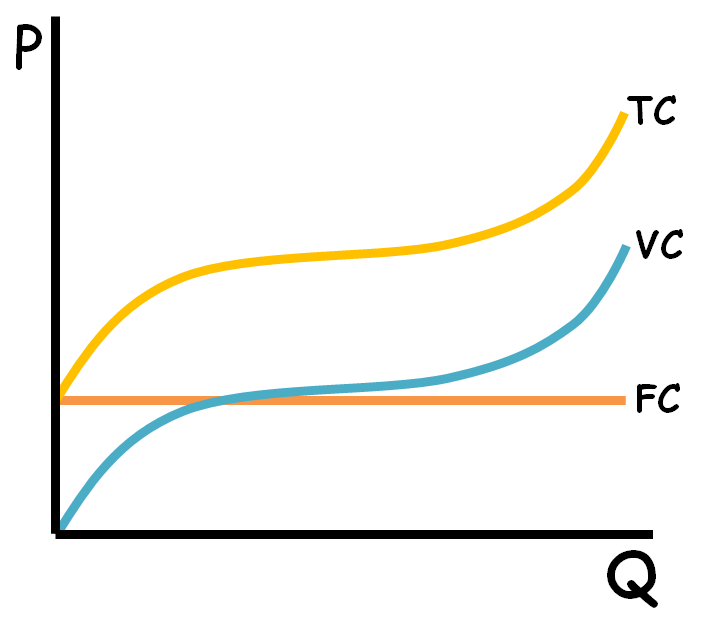
منحنی هزینه‌های ثابت(FC)، متغیر (VC) و کلی (TC) در نمودار قیمت بر حسب حجم تولید

## انواع هزینه و صرفه به مقیاس

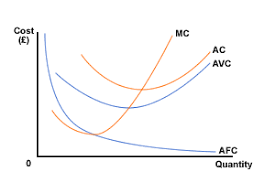
منحنی متوسط هزینه‌ها در نمودار قیمت بر حسب حجم تولید
AVC (Average Variable Cost)= متوسط هزینه‌های متغیر
AFC (Average Fixed Cost)= متوسط هزینه‌های ثابت
AC (Average Cost)= متوسط کل هزینه‌ها
MC (Marginal Cost)= هزینهٔ نهایی

هزینه‌های ثابت: این هزینه‌ها برای یک شرکت با مقدار تولید تغییر نمی‌کند (ثابت می‌ماند). مانند اجاره، پرداخت وام، بیمه و غیره. به‌طور کلی این هزینه‌ها چه یک شرکت صفر واحد یا ده هزار واحد تولید کند، یکسان است. روی نمودار هزینه‌ها، FC یک خط افقی است.
هزینه‌های متغیر: هزینه‌هایی هستند که با مقدار تولید شده تغییر می‌کنند. نیروی کار، برق و مواد اولیه همه نمونه‌هایی از هزینه‌های متغیر هستند زیرا با تولید واحدهای بیشتر پول بیشتری برای کار، برق و مواد اولیه هزینه می‌شود. به همین علت در نمودار هزینه‌ها، VC به صورت یک منحنی صعودی است.
هزینه کل: مجموع هزینه‌های متغیر و هزینه‌های ثابت معادل کل هزینه‌ها است. بر روی نمودار، منحنی TC و VC مانند هم اند با این تفاوت که منحنی TC به اندازهٔ هزینه‌های ثابت از VC بالاتر است.
هزینه نهایی: هزینه نهایی، حاصل تفسیم تغییر در کل هزینه بر تغییر در مقدار است (MC = ∆TC / ∆Q). معمولاً تغییر مقدار فقط ۱ است بنابراین MC هزینه مربوط به تولید فقط یک واحد دیگر از خروجی است. منحنی هزینه نهایی، ATC و AVC را در حداقل نقاط آن‌ها قطع می‌کند؛ زیرا تا زمانی که هزینه تولید یک واحد دیگر از خروجی (MC) کمتر از میانگین فعلی باشد، میانگین افت خواهد کرد. به عبارتی تولید یک واحد بیشتر، اثر نزولی بر میانگین هزینه‌ها دارد. همچنین، تا زمانی که هزینه تولید یک واحد دیگر از تولید بالاتر از میانگین فعلی باشد، متوسط افزایش می‌یابد.
متوسط هزینه‌های ثابت:برای محاسبه این نوع هزینه، تمام هزینه‌های ثابت یک شرکت را جمع کرده و بر مقدار تولید تقسیم کنید (AFC = FC / Q). این مقدار به ازای افزایش حجم تولید، به‌طور مداوم کاهش می‌یابد. این منحنی به ندرت کشیده می‌شود زیرا فاصله دو منحنی ATC و AVC در هر نقطه از نمودار برابر AFC خواهد بود.
متوسط هزینه‌های متغیر: برای محاسبه این نوع هزینه، تمام هزینه‌های متغیر را برای یک شرکت جمع کنید و بر مقدار تولید شده تقسیم کنید (AVC = VC / Q). این نوع هزینه تا زمانی که MC را قطع کند کاهش می‌یابد و سپس افزایش می‌یابد.
متوسط کل هزینه‌ها: مجموع هزینه‌های متغیر و هزینه‌های ثابت و سپس تقسیم این مجموع بر مقدار، متوسط کل هزینه‌ها را به شما می‌دهد (ATC = TC / Q). این نوع هزینه مانند متوسط هزینه‌های متغیر، تا زمانی که MC را قطع کند کاهش می‌یابد و سپس افزایش می‌یابد. تولید به مقداری که ATC آن در حداقل باشد، از نظر تولیدی کارآمد است.

متوسط کل هزینه کوتاه مدت=Short-run Average Total Cost (SRATC)
متوسط کل هزینه بلند مدت=Long-run Average Total Cost (LRATC)

متوسط کل هزینه کوتاه مدت:این نوع هزینه میانگین کل هزینه‌ها را در یک بازه زمانی کوتاه بیان می‌کند. هنگامی که یک کسب و کار برای اولین بار افتتاح می‌شود، برای مقادیر مختلفی که می‌تواند تولید کند، منحنی متوسط هزینه کوتاه مدت دارد. در کوتاه مدت فقط هزینه‌های متغیر قابل تغییر است و هزینه‌های ثابت قابل تغییر نیستند. شرکت فقط می‌تواند با تغییر مقدار مواد اولیه، نیروی کار و غیره که در فرایند تولید استفاده می‌کند، نرخ تولید را تغییر دهد.
متوسط کل هزینه بلند مدت: در طولانی مدت، تمام هزینه‌ها (ثابت و متغیر) می‌توانند تغییر کنند. این شرکت با خرید ماشین آلات بیشتر یا ساخت کارخانه جدید می‌تواند ظرفیت خود را گسترش دهد. این تغییر به شرکت یک منحنی هزینه کل متوسط کوتاه مدت به ازای مقادیر بیشتری از تولید را می‌دهد. همان‌طور که شرکت به رشد خود با اضافه کردن ظرفیت‌های جدید ادامه می‌دهد، منحنی هزینه کل متوسط کوتاه مدت را به ازای مقدار بیشتری از تولید ایجاد می‌کند. به عبارتی در بلند مدت، می‌توان این منحنی‌ها کوناه مدت را با ازای ظرفیت‌های مختلف مشاهده و بررس کرد که این منحنی جدید، منحنی متوسط کل هزینه باند مدت نام دارد. در هر مقطعی از زمان نیز به کمک منحنی‌های کوتاه مدت، می‌توان بازدهی به ازای حجم تولیدهای مختلف را مشاهده کرد.
صرفه به مقیاس: وقتی منحنی هزینه کل در دراز مدت به سمت پایین شیب پیدا کند، مقادیر بالاتر هزینه، متوسط کمتری دارند. این امر برای بسیاری از بنگاه‌ها به دلیل گسترش و کارایی بیشتر به آنها امکان می‌دهد تا هزینه‌های متوسط را به حداقل برسانند. به این می‌گویند ضرفه به مقیاس.
بسیاری از مشاغل در نهایت به مرحله ای می‌رسند که ادامه گسترش منجر به ایجاد عملیات‌های ناکارآمد و غیره می‌شود که باعث افزایش متوسط هزینه‌ها می‌گزدد. هنگامی که این اتفاق می‌افتد، منحنی هزینه کل در بلند مدت افزایش خواهد بود. به این وضعیت، زیان به مقیاس یا (diseconomies of scale) گفته می‌شود.
بین بخش‌های افزایش و کاهشی در منحنی هزینه کل در بلند مدت، غالباً یک قسمت مسطح وجود دارد که در این بازه، شرکت نه صرفه به مقیاس و نه زیان به مقیاس را تجربه می‌کند. در این ناحیه، با گسترش ظرفیت تولید تجارت، متوسط هزینه‌های بلندمدت تغییر نمی‌کند.